# Organización territorial del distrito autónomo de Chukotka
El  distrito autónomo de Chukotka, Rusia se divide en los siguientes distritos:

## 1-Raión de Anadyr
Formado por las siguientes localidades:
- Anádyr
- Ugolnye Kopi
- Beringovsky
- Alkatvaam
- Vayegui
- Lamutskoye
- Kanchalan
- Krasneno
- Markovo
- Meynypilgyno
- Snezhnoye
- Ust-Belaya
- Jatyrka
- Chuvanskoye

## 2-Raión de Bilibino
Formado por las siguientes localidades:
- Bilibino
- Anyuisk
- Ilirney
- Omolon
- Ostrovnoye
- Kepervéiem

## 3-Raión de Iultin
Formado por las siguientes localidades:
- Egvekinot
- Amgüema
- Vankarem
- Konerguino
- Nutepelmen
- Ryrkaypiy
- Uelkal
- Iultin
- Mys Shmidta

## 4-Raión de Providéniya
Formado por las siguientes localidades:
- Providéniya
- Nunligran
- Enmelen
- Yanrakynnot

## 5-Raión de Chaunlag
Formado por las siguientes localidades:
- Pevek
- Ayón
- Bilings
- Rytkuchi
- Yanranay

## 6-Raión de Chukotka
Formado por las siguientes localidades:
- Lavrentiya
- Lorino
- Enurmino
- Inchoun
- Neshkan
- Uelen

- Datos: Q2637710